# 黃波戶站
黃波戶站（日语：／ Kiwado eki */?）是位於山口縣長門市日置上，屬於西日本旅客鐵道（JR西日本）的山陰本線車站。

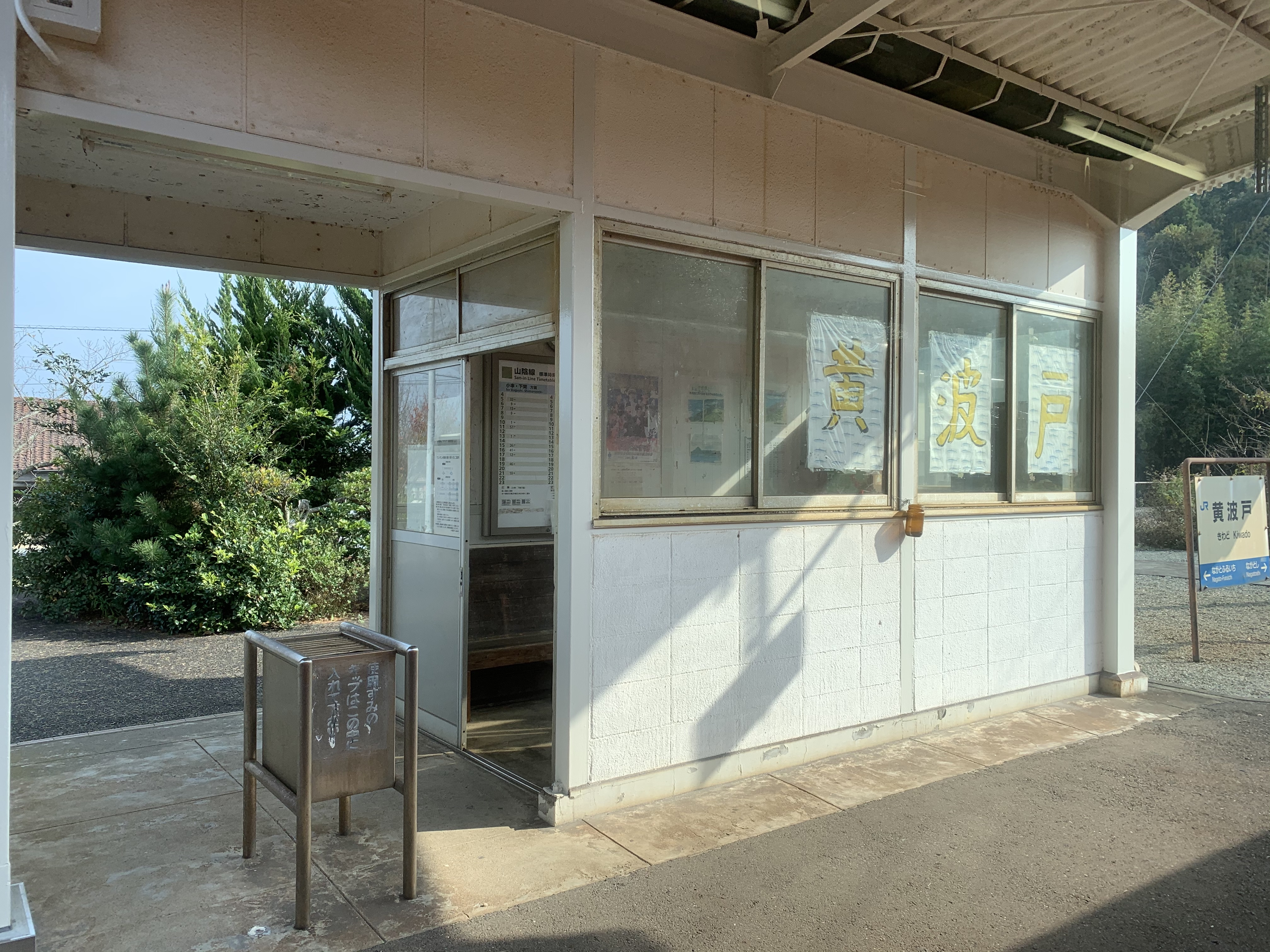
月台側的候車室 (2020年12月)

## 歷史
- 1928年（昭和3年）12月9日 - 國有鐵道美禰線正明市站（現時為長門市站）至此站開業，此站啟用。為客運和貨運車站。
  - 當時車站地址為山口縣大津郡日置村（日语：日置町 (山口県)）日置上字黃波戶。
- 1929年（昭和4年）10月13日 - 美禰線此站至長門古市站之間開業。
- 1933年（昭和8年）2月24日 - 包含此站在內，部分美禰線編入至山陰本線，成為山陰本線車站。
- 1963年（昭和38年）6月1日 - 終止貨物起卸業務。
- 1978年（昭和53年）4月1日 - 隨著日置村實施町制，成為日置町（日语：日置町 (山口県)），車站地址為山口縣大津郡日置町日置上字黃波戶。
- 1987年（昭和62年）4月1日 - 伴隨國鐵分割民營化，車站由西日本旅客鐵道（JR西日本）營運。
- 2005年（平成17年）3月22日 - 隨著長門市（第二次）成立，車站地址為現時位置。

## 車站構造
本站是地面車站，設有1面1線的單式月台。本站是由長門鐵道部管理的無人車站，過去曾設有2面2線的相對式月台。現時前下行月台廢止，並僅在站內設置候車室。

## 使用狀況
以下為近年1日平均乘車人次列表：
| 乘車人次變化 | 乘車人次變化    |
| 年度         | 1日平均乘車人次 |
| ------------ | --------------- |
| 1999         | 77              |
| 2000         | 75              |
| 2001         | 57              |
| 2002         | 50              |
| 2003         | 48              |
| 2004         | 45              |
| 2005         | 43              |
| 2006         | 39              |
| 2007         | 31              |
| 2008         | 25              |
| 2009         | 24              |
| 2010         | 29              |
| 2011         | 29              |
| 2012         | 24              |
| 2013         | 27              |
| 2014         | 22              |
| 2015         | 20              |
| 2016         | 16              |
| 2017         | 15              |
| 2018         | 10              |

## 車站周邊
車站附近設有黃波戶溫泉。車站前設有廁所和公共電話。車站大樓對面為山。

## 相鄰車站
西日本旅客鐵道
■山陰本線
長門市－黃波戶－長門古市

## 注腳
1. ↑  山口縣統計年鑑

## 外部連結
- 黃波戶｜車站資訊：JR出門網 - 西日本旅客鐵道